# Football Club Lausanne-Sport 2014-2015
Questa voce raccoglie le informazioni riguardanti il Football Club Lausanne-Sport nelle competizioni ufficiali della stagione 2014-2015.

## Stagione
Nella stagione 2014-2015 il Losanna, allenato da Francesco Gabriele, Marco Simone e Fabio Celestini, concluse il campionato di Challenge League al 6º posto. In Coppa Svizzera il Losanna fu eliminato al secondo turno dal Thun.

## Rosa
| N. |                           | Ruolo | Calciatore              |
| -- | ------------------------- | ----- | ----------------------- |
| 1  | Svizzera (bandiera)       | P     | Kevin Fickentscher      |
| 2  | Marocco (bandiera)        | D     | Abdelouahed Chakhsi     |
| 3  | Francia (bandiera)        | D     | Guillaume Rippert       |
| 4  | Rep. del Congo (bandiera) | C     | Chris Malonga           |
| 5  | Francia (bandiera)        | A     | Florent Sinama-Pongolle |
| 6  | Svizzera (bandiera)       | D     | Guillaume Katz          |
| 6  | Svizzera (bandiera)       | D     | Elton Monteiro          |
| 7  | Francia (bandiera)        | A     | Kévin Dupuis            |
| 8  | Svizzera (bandiera)       | C     | Max Veloso              |
| 9  | Svizzera (bandiera)       | A     | Andelko Savic           |
| 10 | Francia (bandiera)        | C     | Jordi Delclos           |
| 11 | Svizzera (bandiera)       | D     | David Marazzi           |
| 12 | Svizzera (bandiera)       | C     | Jordan Lotomba          |
| 12 | Francia (bandiera)        | A     | Quentin N'Gakoutou      |
| 13 | Svizzera (bandiera)       | D     | Adriano De Pierro       |
| 15 | Svizzera (bandiera)       | C     | Daniele Romano          |
| 17 | Svizzera (bandiera)       | C     | Olivier Custodio        |

| N. |                       | Ruolo | Calciatore          |
| -- | --------------------- | ----- | ------------------- |
| 18 | Svizzera (bandiera)   | P     | Thomas Castella     |
| 20 | Francia (bandiera)    | C     | Yacoub Meité        |
| 21 | Svizzera (bandiera)   | C     | Ming-yang Yang      |
| 22 | Svizzera (bandiera)   | P     | Kevin Martin        |
| 23 | Svizzera (bandiera)   | C     | Romain Dessarzin    |
| 24 | Svizzera (bandiera)   | A     | Filipe Parreiras    |
| 24 | Svizzera (bandiera)   | A     | Andi Zeqiri         |
| 25 | Svizzera (bandiera)   | D     | Gabriel Cuénoud     |
| 25 | Camerun (bandiera)    | D     | Loïc Ombala         |
| 25 | Portogallo (bandiera) | C     | Stéphane Gonçalves  |
| 26 | Portogallo (bandiera) | D     | Fabio Carvalho      |
| 27 | Kosovo (bandiera)     | D     | Jetmir Krasniqi     |
| 28 | Francia (bandiera)    | C     | Mohamed Maouche     |
| 29 | Svizzera (bandiera)   | C     | Xavier Hochstrasser |
| 30 | Kosovo (bandiera)     | C     | Besnik Salihaj      |
| 31 | Svizzera (bandiera)   | A     | Qendrim Makshana    |

## Organigramma societario
Area tecnica
- Allenatore: Fabio Celestini
- Allenatore in seconda: Andrea Liguori, Lorenzo Guerrero
- Preparatore dei portieri: Florent Delay
- Preparatori atletici: Mattia Garrone

## Calciomercato

### Sessione estiva
| Acquisti | Acquisti             | Acquisti       | Acquisti |
| R.       | Nome                 | da             | Modalità |
| -------- | -------------------- | -------------- | -------- |
| C        | Daniele Romano       | Aarau          |          |
| C        | Xavier Hochstrasser  | Lucerna        |          |
| D        | Guillaume Rippert    | Laval          |          |
| D        | Fabio Carvalho       | Losanna U21    |          |
| C        | Jordi Delclos        | Arles          |          |
| A        | Kévin Dupuis         | Châteauroux    |          |
| A        | Cristian Florin Ianu | Sion           |          |
| D        | David Marazzi        | Servette       |          |
| C        | Yacoub Meité         | Cannes         |          |
| A        | Andelko Savic        | Sheffield Weds |          |
| C        | Max Veloso           | Sion           |          |

| Cessioni | Cessioni            | Cessioni                   | Cessioni |
| R.       | Nome                | a                          | Modalità |
| -------- | ------------------- | -------------------------- | -------- |
| C        | Patrick Ekeng       | Template:Calcio Córdoba CF |          |
| P        | Signori Antonio     | Le Mont                    |          |
| D        | Yaya Banana         | Sochaux                    |          |
| P        | Barroca             | Servette                   |          |
| A        | Matar Coly          | Bienne                     |          |
| D        | Mickaël Facchinetti | San Gallo                  |          |
| D        | Miha Mevlja         | Bnei Sakhnin               |          |
| C        | Arthur Njo Lea      | Rennes (CFA)               |          |
| C        | Damien Plessis      | Châteauroux                |          |
| C        | Yoric Ravet         | Grasshoppers               |          |
| D        | Jérôme Sonnerat     | Bastia                     |          |
| A        | Yannis Tafer        | San Gallo                  |          |

### Sessione invernale
| Acquisti | Acquisti                | Acquisti     | Acquisti |
| R.       | Nome                    | da           | Modalità |
| -------- | ----------------------- | ------------ | -------- |
| A        | Quentin N'Gakoutou      | Arles        |          |
| D        | Elton Monteiro          | Braga B      |          |
| D        | Loïc Ombala             | Losanna U18  |          |
| A        | Florent Sinama-Pongolle | Chicago Fire |          |

| Cessioni | Cessioni             | Cessioni        | Cessioni |
| R.       | Nome                 | a               | Modalità |
| -------- | -------------------- | --------------- | -------- |
| C        | Freddy Mveng         | Neuchâtel Xamax |          |
| A        | Cristian Florin Ianu | Lucerna         |          |
| C        | Waidi Adam           | Losanna U21     |          |
| D        | Numa Lavanchy        | Le Mont         |          |

## Risultati

### Challenge League

#### Prima fase, girone di andata
| Arbitro: | San |

|          |           |           |
| Ianu 68’ | Marcatori | 43’ Bašić |

| Arbitro: | Bieri |

|  |           |          |
|  | Marcatori | 16’ Ianu |

| Arbitro: | Klossner |

|          |           |              |
| Ianu 77’ | Marcatori | 57’ Bouziane |

| Arbitro: | Erlachner |

|                    |           |                     |
| Seferagic 73’, 86’ | Marcatori | 4’ Delclos 28’ Ianu |

| Arbitro: | Schnyder |

|                     |           |  |
| Ianu 7’ (rig.), 90’ | Marcatori |  |

| Arbitro: | Jaccottet |

|                      |           |          |
| Doumbia 54’ Roux 90’ | Marcatori | 28’ Ianu |

| Arbitro: | Jancevski |

|  |           |                 |
|  | Marcatori | 59’ (rig.) Ianu |

| Arbitro: | Gut |

|  |           |             |
|  | Marcatori | 50’ Brahimi |

| Arbitro: | San |

|                           |           |              |
| Marazzi 57’ De Pierro 81’ | Marcatori | 15’ Bengondo |

#### Prima fase, girone di ritorno
| Arbitro: | Schnyder |

|                      |           |          |
| Urbano 44’ Bašić 52’ | Marcatori | 85’ Ianu |

| Arbitro: | Ovcharov |

|             |           |                       |
| Malonga 58’ | Marcatori | 64’ Mariani 70’ Tadić |

| Arbitro: | Tschudi |

|           |           |                    |
| Buess 75’ | Marcatori | 42’, 55’, 89’ Ianu |

| Arbitro: | San |

|               |           |                  |
| Fejzulahi 15’ | Marcatori | 78’ Hochstrasser |

| Arbitro: | Jancevski |

|             |           |  |
| Delclos 56’ | Marcatori |  |

| Arbitro: | Schärer |

|               |           |                                    |
| Dessarzin 90’ | Marcatori | 13’ Roux 53’ Pasche 83’ Vonlanthen |

| Arbitro: | Superczynski |

|  |           |                   |
|  | Marcatori | 19’ (rig.) Dupuis |

| Arbitro: | Musa |

|                                                |           |             |
| Reclari 51’ Đurić 54’ Parfait 67’ Magnetti 73’ | Marcatori | 43’ Malonga |

| Arbitro: | Schnyder |

|                                    |           |                      |
| Malonga 1’, 9’ Dupuis 20’ Ianu 64’ | Marcatori | 2’ Corbaz 90’ Safari |

#### Seconda fase, girone di andata
| Arbitro: | Amhof |

|  |           |             |
|  | Marcatori | 90’ Besnard |

| Arbitro: | Superczynski |

|              |           |            |
| Magnetti 23’ | Marcatori | 34’ Dupuis |

| Arbitro: | Gut |

|            |           |  |
| Dupuis 78’ | Marcatori |  |

| Arbitro: | Huwiler |

|              |           |  |
| Siegrist 79’ | Marcatori |  |

| Arbitro: | Schnyder |

|  |           |           |
|  | Marcatori | 57’ Buess |

| Arbitro: | Tschudi |

|                                              |           |               |
| Foschini 7’ Bengondo 11’ Paiva 50’ Nushi 90’ | Marcatori | 90’ Dessarzin |

| Arbitro: | Jaccottet |

|  |           |                                        |
|  | Marcatori | 38’ Mariani 50’, 64’ Tadić 69’ Alioski |

| Arbitro: | Huwiler |

|                                    |           |               |
| Malonga 11’ Carvalho 31’ Savic 64’ | Marcatori | 68’ Stillhart |

| Arbitro: | Schnyder |

|                                 |           |            |
| Cortelezzi 59’ (rig.) César 65’ | Marcatori | 18’ Veloso |

#### Seconda fase, girone di ritorno
| Arbitro: | Jancevski |

|                        |           |                                |
| Katz 18’ Dessarzin 62’ | Marcatori | 59’ Kamber 90’ (aut.) Krasniqi |

| Arbitro: | Erlachner |

|                                         |           |                            |
| Besnard 43’ Bua 52’, 82’ Vonlanthen 59’ | Marcatori | 87’ Savic 90’ (aut.) Mfuyi |

| Arbitro: | Musa |

|             |           |                     |
| Delclos 84’ | Marcatori | 33’ (aut.) Carvalho |

| Arbitro: | Gut |

|  |           |                                   |
|  | Marcatori | 21’ Custodio 58’ Savic 82’ Dupuis |

| Arbitro: | Jancevski |

|                                                |           |                                                                |
| Buess 37’, 54’ (rig.) Stadelmann 50’ Weber 87’ | Marcatori | 2’ Delclos 38’ Dupuis 63’ Romano 71’ Maouche 85’ (rig.) Veloso |

| Arbitro: | Bieri |

|  |           |           |
|  | Marcatori | 10’ Bašić |

| Arbitro: | Ovcharov |

|                         |           |             |
| Dubajić 31’ Sessolo 51’ | Marcatori | 74’ Marazzi |

| Arbitro: | Marri |

|               |           |              |
| Dessarzin 22’ | Marcatori | 75’ D'Angelo |

| Arbitro: | Amhof |

|                                                             |           |  |
| Vásquez 14’ Monteiro 75’ (aut.) Sacirović 78’ Tabaković 80’ | Marcatori |  |

### Coppa Svizzera
| 23 agosto 2014, ore 17:00 CEST Primo turno | YF Juventus | 1 – 3 | Losanna |  |

| 19 settembre 2014, ore 19:30 CEST Secondo turno | Losanna | 0 – 1 | Thun |  |

## Statistiche

### Statistiche di squadra
| Competizione     | Punti | In casa | In casa | In casa | In casa | In casa | In casa | In trasferta | In trasferta | In trasferta | In trasferta | In trasferta | In trasferta | Totale | Totale | Totale | Totale | Totale | Totale | DR  |
| Competizione     | Punti | G       | V       | N       | P       | Gf      | Gs      | G            | V            | N            | P            | Gf           | Gs           | G      | V      | N      | P      | Gf     | Gs     | DR  |
| ---------------- | ----- | ------- | ------- | ------- | ------- | ------- | ------- | ------------ | ------------ | ------------ | ------------ | ------------ | ------------ | ------ | ------ | ------ | ------ | ------ | ------ | --- |
| Challenge League | 44    | 18      | 6       | 5       | 7       | 21      | 23      | 18           | 6            | 3            | 9            | 26           | 34           | 36     | 12     | 8      | 16     | 47     | 57     | -10 |
| Coppa Svizzera   | -     | 1       | 0       | 0       | 1       | 0       | 1       | 1            | 1            | 0            | 0            | 3            | 1            | 2      | 1      | 0      | 1      | 3      | 2      | +1  |
| Totale           | 44    | 19      | 6       | 5       | 8       | 21      | 24      | 19           | 7            | 3            | 9            | 29           | 35           | 38     | 13     | 8      | 17     | 50     | 59     | -9  |

### Andamento in campionato
| Giornata  | 1 | 2 | 3 | 4 | 5 | 6 | 7 | 8 | 9 | 10 | 11 | 12 | 13 | 14 | 15 | 16 | 17 | 18 | 19 | 20 | 21 | 22 | 23 | 24 | 25 | 26 | 27 | 28 | 29 | 30 | 31 | 32 | 33 | 34 | 35 | 36 |
| --------- | - | - | - | - | - | - | - | - | - | -- | -- | -- | -- | -- | -- | -- | -- | -- | -- | -- | -- | -- | -- | -- | -- | -- | -- | -- | -- | -- | -- | -- | -- | -- | -- | -- |
| Luogo     | C | T | C | T | C | T | T | C | C | T  | C  | T  | T  | C  | C  | T  | T  | C  | C  | T  | C  | T  | C  | T  | C  | C  | T  | C  | T  | C  | T  | T  | C  | T  | C  | T  |
| Risultato | N | V | N | N | V | P | V | P | V | P  | P  | V  | N  | V  | P  | V  | P  | V  | P  | N  | V  | P  | P  | P  | P  | V  | P  | N  | P  | N  | V  | V  | P  | P  | N  | P  |
| Posizione | 4 | 3 | 3 | 3 | 3 | 4 | 4 | 4 | 4 | 5  | 5  | 5  | 5  | 5  | 5  | 5  | 5  | 5  | 5  | 5  | 5  | 5  | 5  | 5  | 5  | 5  | 5  | 6  | 6  | 5  | 5  | 5  | 5  | 6  | 6  | 6  |

Legenda:

Luogo: C = Casa; T = Trasferta. Risultato: V = Vittoria; N = Pareggio; P = Sconfitta.

### Statistiche dei giocatori
| W. Adam            | 0  | 0  | 0 | 0 |
| F. Carvalho        | 3  | 1  | 1 | 0 |
| T. Castella        | 27 | 0  | 1 | 0 |
| A. Chakhsi         | 23 | 0  | 4 | 2 |
| O. Custodio        | 19 | 1  | 4 | 0 |
| G. Cuénoud         | 0  | 0  | 0 | 0 |
| A. De Pierro       | 29 | 1  | 6 | 1 |
| J. Delclos         | 22 | 4  | 5 | 0 |
| R. Dessarzin       | 26 | 4  | 5 | 1 |
| K. Dupuis          | 23 | 6  | 6 | 1 |
| K. Fickentscher    | 9  | 0  | 0 | 0 |
| A. Gauthier        | 0  | 0  | 0 | 0 |
| S. Gonçalves       | 3  | 0  | 0 | 0 |
| X. Hochstrasser    | 16 | 1  | 4 | 0 |
| C. Ianu            | 17 | 13 | 4 | 0 |
| G. Katz            | 22 | 1  | 4 | 2 |
| J. Krasniqi        | 26 | 0  | 7 | 1 |
| N. Lavanchy        | 7  | 0  | 0 | 0 |
| J. Lotomba         | 1  | 0  | 1 | 0 |
| Q. Makshana        | 2  | 0  | 0 | 0 |
| C. Malonga         | 26 | 5  | 3 | 0 |
| M. Maouche         | 16 | 1  | 2 | 0 |
| D. Marazzi         | 32 | 2  | 2 | 0 |
| K. Martin          | 0  | 0  | 0 | 0 |
| Y. Meité           | 17 | 0  | 4 | 0 |
| E. Monteiro        | 7  | 0  | 1 | 0 |
| F. Mveng           | 9  | 0  | 1 | 1 |
| Q. N'Gakoutou      | 7  | 0  | 1 | 0 |
| L. Ombala          | 1  | 0  | 0 | 0 |
| F. Parreiras       | 0  | 0  | 0 | 0 |
| G. Rippert         | 14 | 0  | 7 | 2 |
| D. Romano          | 22 | 1  | 1 | 0 |
| B. Salihaj         | 2  | 0  | 0 | 0 |
| A. Savic           | 20 | 3  | 1 | 1 |
| F. Sinama-Pongolle | 0  | 0  | 0 | 0 |
| M. Veloso          | 22 | 2  | 4 | 0 |
| M. Yang            | 27 | 0  | 7 | 0 |
| A. Zeqiri          | 3  | 0  | 1 | 0 |